# Hiraea brachyptera
Hiraea brachyptera är en tvåhjärtbladig växtart som beskrevs av José Jéronimo Triana och Planch.. Hiraea brachyptera ingår i släktet Hiraea och familjen Malpighiaceae. Inga underarter finns listade i Catalogue of Life.